# Les Côtes-de-Corps
Les Côtes-de-Corps – miejscowość i gmina we Francji, w regionie Owernia-Rodan-Alpy, w departamencie Isère.
Według danych na rok 1990 gminę zamieszkiwało 50 osób, a gęstość zaludnienia wynosiła 5 osób/km² (wśród 2880 gmin regionu Rodan-Alpy Les Côtes-de-Corps plasuje się na 1568. miejscu pod względem liczby ludności, natomiast pod względem powierzchni na miejscu 1121.).